# Ефросина
Ефросина (болг. Ефросина; ум. до 1308) — болгарская царица, первая жена царя Болгарии Феодора Святослава Тертера.
Дата рождения Ефросины неизвестна. Она была дочерью и наследницей богатого купца Манукса (Манкуса), который был сыном Пандолеона, византийского купца из Крыма и близкого друга хана Ногая, могущественного правителя западного улуса Золотой Орды. Георгий Пахимер сообщает, что имя Евфросины при рождении было Энкона или Энконен, но впоследствии она приняла имя своей крёстной матери Евфросинии Палеологини, византийской супруги хана Ногая, которая сама была незаконнорожденной дочерью византийского императора Михаила VIII Палеолога.
Ефросина вышла замуж за Феодора Святослава Тертера при дворе хана Ногая, так как тот был отправлен туда отцом в качестве заложника примерно в 1289 году. Возможно, в связи с этой же свадьбой, Елена, сестра Феодора Святослава, вышла замуж за Чаку, сына Ногая. За время своего нахождения в заложниках Феодор Святослав обеднел и, женившись на богатой Ефросине, таким образом стремился улучшить своё благосостояние. Брак был устроен Евфросинией Палеологиней, чтобы улучшить положение Феодора Святослава при монгольском дворе и заручиться его поддержкой в её противостоянии с двоюродной сестрой Смилценой Палеологиней, правившей в Тырново в качестве регента Ивана II, сына покойного болгарского царя Смильца.
В 1298 или 1299 году Феодор Святослав заявил о себе, когда в сопровождении своего зятя Чаки вторгся в Болгарию. Сторонники малолетнего Ивана II бежали из Тырново в 1299 году, а золото жены Феодора Святослава убедило болгарскую знать открыть городские ворота и принять Чаку в качестве своего правителя. Однако войска Тохты, нового хана Золотой Орды, вторглись в Болгарию, преследуя своего врага Чаку. Феодор Святослав быстро организовал заговор, свергнул Чаку и задушил его в темнице в 1300 году. Он стал новым царём Болгарии и отправил отрубленную голову Чаки Тохте, который после этого вывел свои войска с территории Болгарии.
После восшествия мужа на престол Ефросина была провозглашена новой царицей Болгарии. Согласно болгарскому историку Пламену Павлову, она стала первой коронованной женщиной в средневековой Европе, происходившей из третьего сословия.
Дата смерти Ефросины неизвестна, но известно, что в 1308 году Феодор Святослав женился на византийской царевне Феодоре Палеолог.
Память Ефросины чтится в «Синодике царя Борила»:
Ефросине, благочестивой царице царя Святослава, вечная память

## Потомство
У Евфросины и Феодора Святослава был как минимум один ребёнок, будущий болгарский царь Георгий II Тертер.